# 15. Panzergrenadier Division
A 15. Panzer-Grenadier-Division foi uma unidade militar que serviu no Exército alemão durante a Segunda Guerra Mundial.

## Comandantes
| Comandante                          | Data                                           |
| ----------------------------------- | ---------------------------------------------- |
| Generalleutnant Eberhard Rodt       | 1 de julho de 1943 - ? de outubro de 1943      |
| Generalleutnant Ernst-Günther Baade | ? de outubro de 1943 - 20 de novembro de 1943  |
| Generalleutnant Rudolf Sperl        | 20 de novembro de 1943 - 5 de setembro de 1944 |
| Oberst Karl-Theodor Simon           | 5 de setembro de 1944 - 9 de outubro de 1944   |
| Generalmajor Hans-Joachim Deckert   | 9 de outubro de 1944 - 28 de janeiro de 1945   |
| Oberst Wolfgang Maucke              | 28 de janeiro de 1945 - 8 de maio de 1945      |

## Área de operações
| Itália            | junho de 1943 - agosto de 1944      |
| França            | agosto de 1944 - novembro de 1944   |
| Alemanha          | novembro de 1944 - dezembro de 1944 |
| Ardenas           | dezembro de 1944 - janeiro de 1945  |
| Países Baixos     | janeiro de 1945 - fevereiro de 1945 |
| Norte da Alemanha | fevereiro de 1945 - maio de 1945    |